# Bellator 205
Bellator 205: McKee vs. Macapá è stato un evento di arti marziali miste tenuto dalla Bellator MMA il 21 settembre 2018 alla CenturyLink Arena di Boise negli Stati Uniti.

## Risultati
|                   | Divisione               |                   |           |                  | Metodo                                      | Round     | Tempo     | Premio    |
| Main Card         | Main Card               | Main Card         | Main Card | Main Card        | Main Card                                   | Main Card | Main Card | Main Card |
| ----------------- | ----------------------- | ----------------- | --------- | ---------------- | ------------------------------------------- | --------- | --------- | --------- |
|                   | Pesi piuma              | A. J. McKee       | batte     | John Macapá      | KO (pugno)                                  | 1         | 1:09      |           |
|                   | Pesi medi               | Rafael Lovato Jr. | batte     | John Salter      | Sottomissione (rear-naked choke)            | 3         | 4:27      |           |
|                   | Pesi mosca femminili    | Veta Arteaga      | batte     | Denise Kielholtz | Sottomissione (standing guillotine choke)   | 2         | 4:24      |           |
|                   | Pesi leggeri            | Patricky Freire   | batte     | Roger Huerta     | KO (pugno)                                  | 2         | 0:43      |           |
| Card Preliminare  |                         |                   |           |                  |                                             |           |           |           |
|                   | Pesi leggeri            | Johnny Nuñez      | batte     | Josh Wick        | Decisione unanime (30–27, 30–27, 30–26)     | 3         | 5:00      |           |
|                   | Pesi gallo              | Vince Morales     | batte     | Justin Hugo      | Decisione unanime (30–25, 30–27, 29–27)     | 3         | 5:00      |           |
|                   | Catchweight (147.5 lbs) | Ádám Borics       | batte     | Josenaldo Silva  | Sottomissione (rear-naked choke)            | 3         | 1:46      |           |
|                   | Pesi massimi            | Steve Mowry       | batte     | Ben Moa          | Sottomissione (americana)                   | 1         | 2:40      |           |
|                   | Catchweight (190 lbs)   | Jarod Trice       | batte     | Sean Powers      | Decisione non unanime (29–28, 28–29, 29–28) | 3         | 5:00      |           |
|                   | Pesi mediomassimi       | Emillio Trevino   | batte     | Sua Tuani        | KO tecnico (pugni)                          | 2         | 1:55      |           |
| Card Postliminare |                         |                   |           |                  |                                             |           |           |           |
|                   | Pesi gallo              | Stephen Stirewalt | batte     | Joe Aguirre      | Sottomissione (rear-naked choke)            | 1         | 2:13      |           |
|                   | Pesi leggeri            | Bryce Edminister  | batte     | Leon Taylor      | Sottomissione (rear-naked choke)            | 2         | 1:34      |           |
|                   | Pesi gallo              | Kyle Frost        | batte     | David Rangel     | Sottomissione (rear-naked choke)            | 1         | 3:29      |           |
|                   | Pesi leggeri            | Nathan Stolen     | batte     | Andrew Cruz      | Sottomissione (armbar)                      | 1         | 3:41      |           |